# Contrattempo (film)
Contrattempo (Contratiempo) è un film del 2016 scritto e diretto da Oriol Paulo.

## Trama
Adrián Doria, manager di grande successo, è agli arresti domiciliari con l'accusa di aver ucciso, in uno sperduto hotel di montagna, la sua amante Laura. Doria, che si professa innocente e sostiene di essere stato incastrato, ha assunto l'autorevole avvocatessa Virginia Goodman, esperta nel preparare gli imputati alle deposizioni e ai processi. Nelle poche ore a disposizione prima della testimonianza, la Goodman avrà il compito di analizzare i fatti e gli ultimi mesi della vita di Adrián, dai cui racconti emergono particolari e retroscena inaspettati. La chiave di lettura del film, ricco di colpi di scena è scritta nell'omicidio con occultamento di cadavere, che la coppia adultera ha eseguito in un tempo precedente e causato da un incidente stradale.

## Distribuzione
In Italia il film è stato distribuito sulla piattaforma di streaming Netflix a partire dal 1º luglio 2017.

## Remake
Del film sono stati realizzati quattro remake: nel 2018 l'italiano Il testimone invisibile, diretto da Stefano Mordini, nel 2019 gli indiani  Badla, per la regia di Sujoy Ghos e Evaru, girato in lingua Telegu e nel 2022 il coreano Confession (Jabaek).